# Ісмаїлов Амантур Туратбекович
Амантур Туратбекович Ісмаїлов (кирг. Амантур Туратбекович Исмаилов; нар. 29 грудня 1997, Бішкек) — киргизький борець греко-римського стилю, бронзовий призер чемпіонату світу, бронзовий призер чемпіонату Азії, бронзовий призер Азійських ігор, срібний призер Ігор ісламської солідарності, учасник Олімпійських ігор.

## Життєпис
У 2019 році став бронзовим призером чемпіонату Азії серед молоді.

## Спортивні результати на міжнародних змаганнях

### Виступи на Олімпіадах
| Змагання                    | Збірна     | Вагова категорія                 | Місце |
| --------------------------- | ---------- | -------------------------------- | ----- |
| Літні Олімпійські ігри 2024 | Киргизстан | греко-римська боротьба, до 67 кг | 5     |

### Виступи на Чемпіонатах світу
| Змагання                        | Збірна     | Вагова категорія                 | Місце  |
| ------------------------------- | ---------- | -------------------------------- | ------ |
| Чемпіонат світу з боротьби 2018 | Киргизстан | греко-римська боротьба, до 67 кг | 25     |
| Чемпіонат світу з боротьби 2019 | Киргизстан | греко-римська боротьба, до 67 кг | 29     |
| Чемпіонат світу з боротьби 2022 | Киргизстан | греко-римська боротьба, до 67 кг | Бронза |
| Чемпіонат світу з боротьби 2023 | Киргизстан | греко-римська боротьба, до 67 кг | 5      |

### Виступи на Чемпіонатах Азії
| Змагання                       | Збірна     | Вагова категорія                 | Місце  |
| ------------------------------ | ---------- | -------------------------------- | ------ |
| Чемпіонат Азії з боротьби 2021 | Киргизстан | греко-римська боротьба, до 67 кг | Бронза |

### Виступи на Азійських іграх
| Змагання           | Збірна     | Вагова категорія                 | Місце  |
| ------------------ | ---------- | -------------------------------- | ------ |
| Азійські ігри 2018 | Киргизстан | греко-римська боротьба, до 67 кг | Бронза |

### Виступи на Іграх ісламської солідарності
| Змагання                          | Збірна     | Вагова категорія                 | Місце  |
| --------------------------------- | ---------- | -------------------------------- | ------ |
| Ігри ісламської солідарності 2022 | Киргизстан | греко-римська боротьба, до 67 кг | Срібло |

### Виступи на інших змаганнях
| Змагання                                                     | Збірна     | Вагова категорія                 | Місце  |
| ------------------------------------------------------------ | ---------- | -------------------------------- | ------ |
| Гран-прі Угорщини з боротьби 2018                            | Киргизстан | греко-римська боротьба, до 67 кг | 8      |
| Турнір Вехбі Емре і Гаміта Каплана 2018                      | Киргизстан | греко-римська боротьба, до 67 кг | 5      |
| Турнір Дана Колова — Николи Петрова 2019                     | Киргизстан | греко-римська боротьба, до 67 кг | 8      |
| Турнір Г. Картозія і В. Балавадзе 2019                       | Киргизстан | греко-римська боротьба, до 67 кг | Срібло |
| Київський Міжнародний турнір з боротьби 2021                 | Киргизстан | греко-римська боротьба, до 67 кг | Бронза |
| Олімпійський кваліфікаційний турнір з боротьби 2020 (Софія)  | Киргизстан | греко-римська боротьба, до 67 кг | 9      |
| Турнір Вехбі Емре і Гаміта Каплана 2021                      | Киргизстан | греко-римська боротьба, до 67 кг | 10     |
| Меморіал Болата Турлиханова 2022                             | Киргизстан | греко-римська боротьба, до 67 кг | 5      |
| Кубок Владислава Пітласинські 2022                           | Киргизстан | греко-римська боротьба, до 67 кг | 5      |
| Турнір Дана Колова — Николи Петрова 2023                     | Киргизстан | греко-римська боротьба, до 67 кг | 20     |
| Турнір К. У. Кожомкула і Р. Санатбаєва 2023                  | Киргизстан | греко-римська боротьба, до 67 кг | 9      |
| Міжнародний турнір Любомира Івановича-Гедзи 2023             | Киргизстан | греко-римська боротьба, до 67 кг | Бронза |
| Турнір Дана Колова — Николи Петрова 2024                     | Киргизстан | греко-римська боротьба, до 67 кг | 16     |
| Олімпійський кваліфікаційний турнір з боротьби 2024 (Бішкек) | Киргизстан | греко-римська боротьба, до 67 кг | Золото |
| Кубок Владислава Пітласинські 2024                           | Киргизстан | греко-римська боротьба, до 67 кг | Золото |

### Виступи на змаганнях молодших вікових груп
| Змагання                                      | Збірна     | Вагова категорія                 | Місце  |
| --------------------------------------------- | ---------- | -------------------------------- | ------ |
| Чемпіонат світу з боротьби серед юніорів 2017 | Киргизстан | греко-римська боротьба, до 66 кг | 10     |
| Чемпіонат світу з боротьби серед кадетів 2014 | Киргизстан | греко-римська боротьба, до 58 кг | 18     |
| Чемпіонат Азії з боротьби серед молоді 2019   | Киргизстан | греко-римська боротьба, до 67 кг | Бронза |